# Laar (Landen)
Laar is een dorp in de Belgische provincie Vlaams-Brabant en een deelgemeente van Landen. Laar was een zelfstandige gemeente tot aan de gemeentelijke herindeling van 1971. Mensen van Laar worden in de volksmond ook wel de zotten genoemd.

## Toponymie
De oudste vermelding van de plaats stamt uit 1065 en maakt gewag van Lare. De naam klimt op tot het Germaanse hlari en verwijst naar een voor bewoning geschikte open plek in het bos.

## Bezienswaardigheden

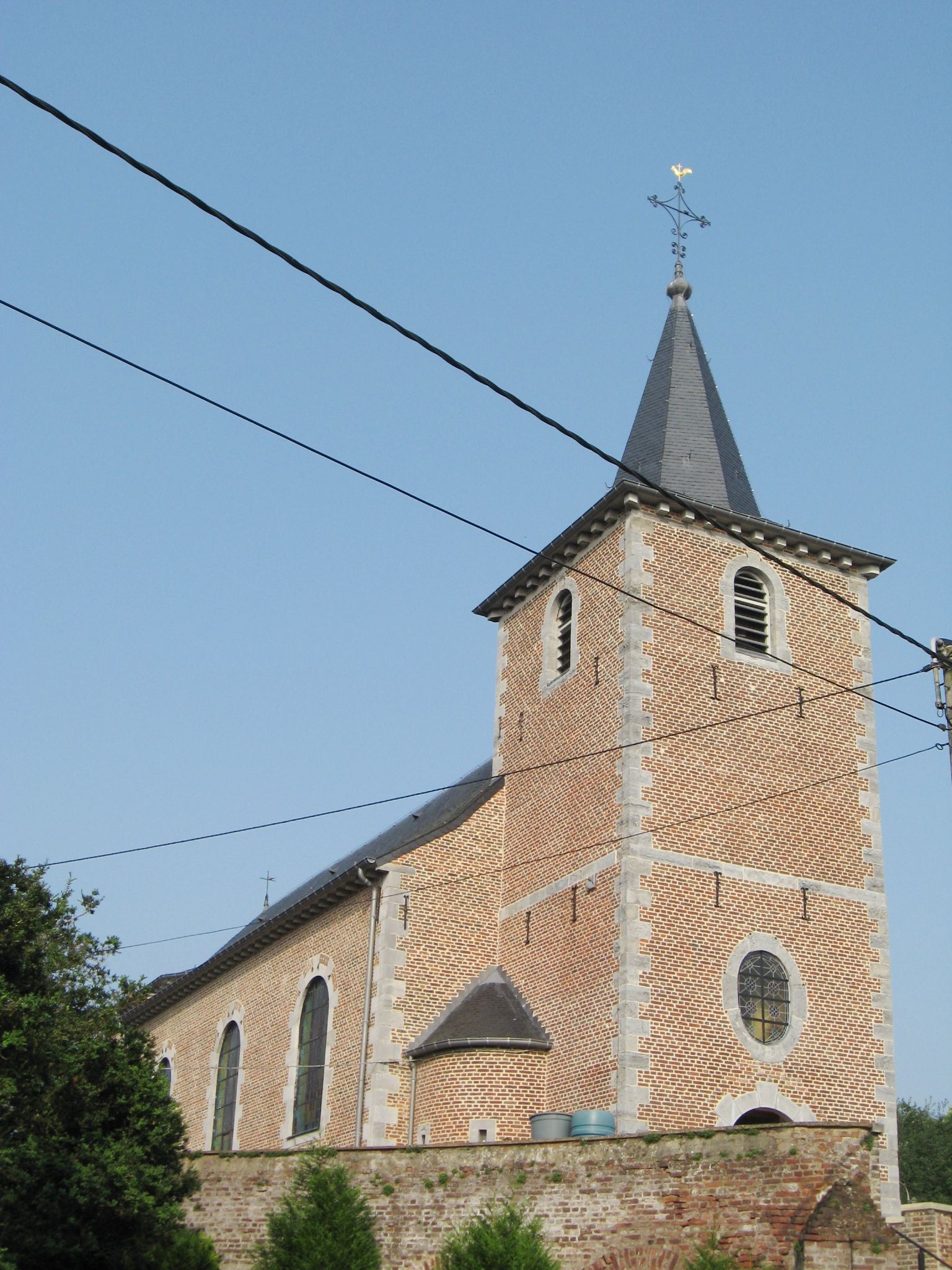
Sint-Trudokerk

- De Sint-Trudokerk

## Natuur en landschap
Laar ligt in Droog-Haspengouw op een hoogte van 49-81 meter.

## Demografische ontwikkeling
- Bronnen:NIS, Opm:1831 tot en met 1961=volkstellingen

## Nabijgelegen kernen
Ezemaal, Eliksem, Wange, Neerwinden, Neerheylissem
Deelgemeenten: Attenhoven · Eliksem · Ezemaal · Laar · Landen · Neerlanden · Neerwinden · Overwinden · Rumsdorp · Waasmont · Walsbets · Walshoutem · Wange · Wezeren

Belgische gemeenten · Arrondissement Leuven · Vlaams-Brabant · Vlaanderen